# Herrens himmelsfärds kyrka, Râpa de Jos
Herrens himmelsfärds kyrka (rumänska: Biserica „Înălțarea Domnului”) är en rumänsk-ortodox kyrkobyggnad belägen i samhället Râpa de Jos i Mureș län, i norra Rumänien.
Kyrkan är helgad åt Kristi himmelsfärd.

## Historik
Herrens himmelsfärds kyrka i Râpa de Jos byggdes år 1757. Den finns med på en lista över historiska monument med koden MS-II-m-B-15757.

## Bilder

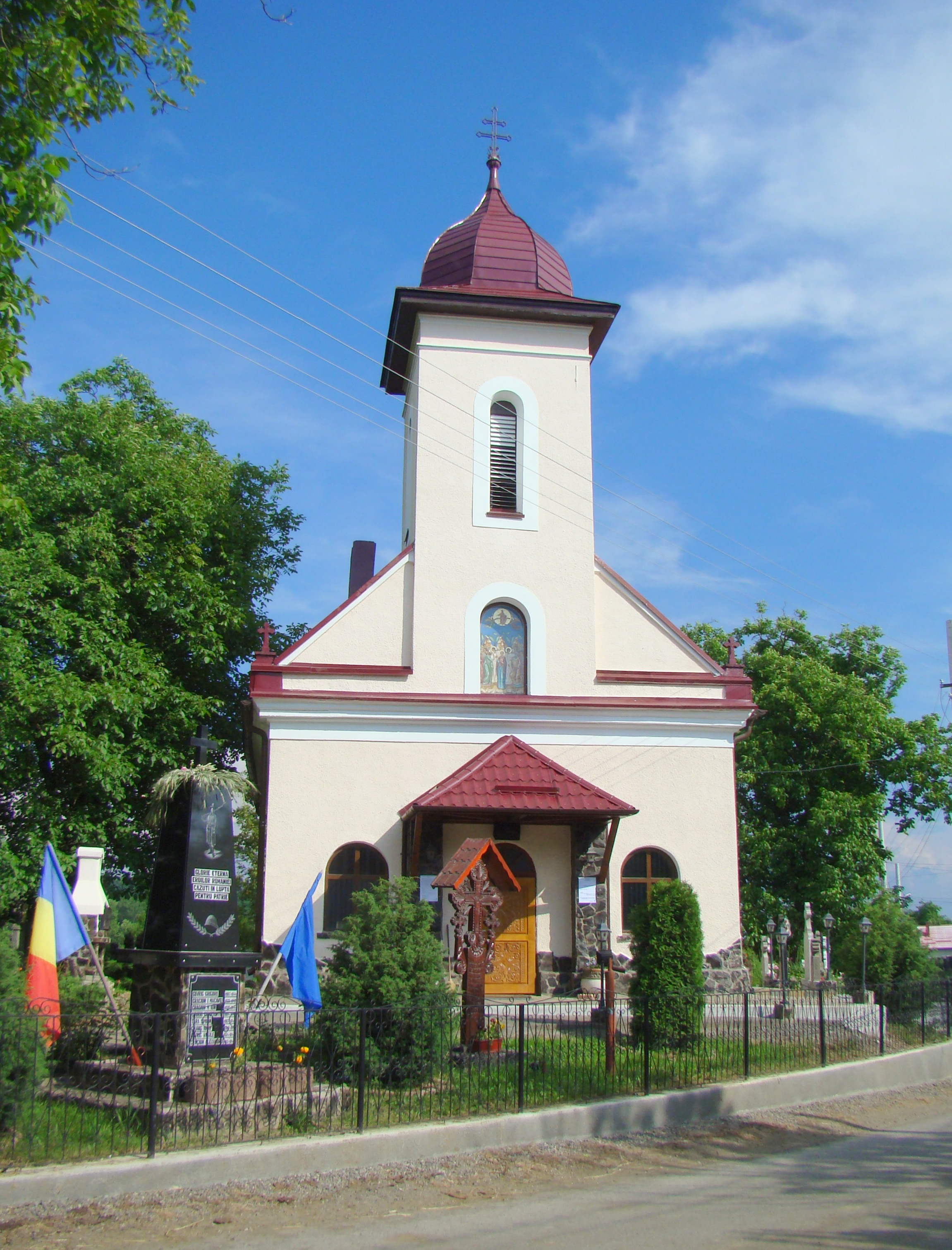
Framsidan
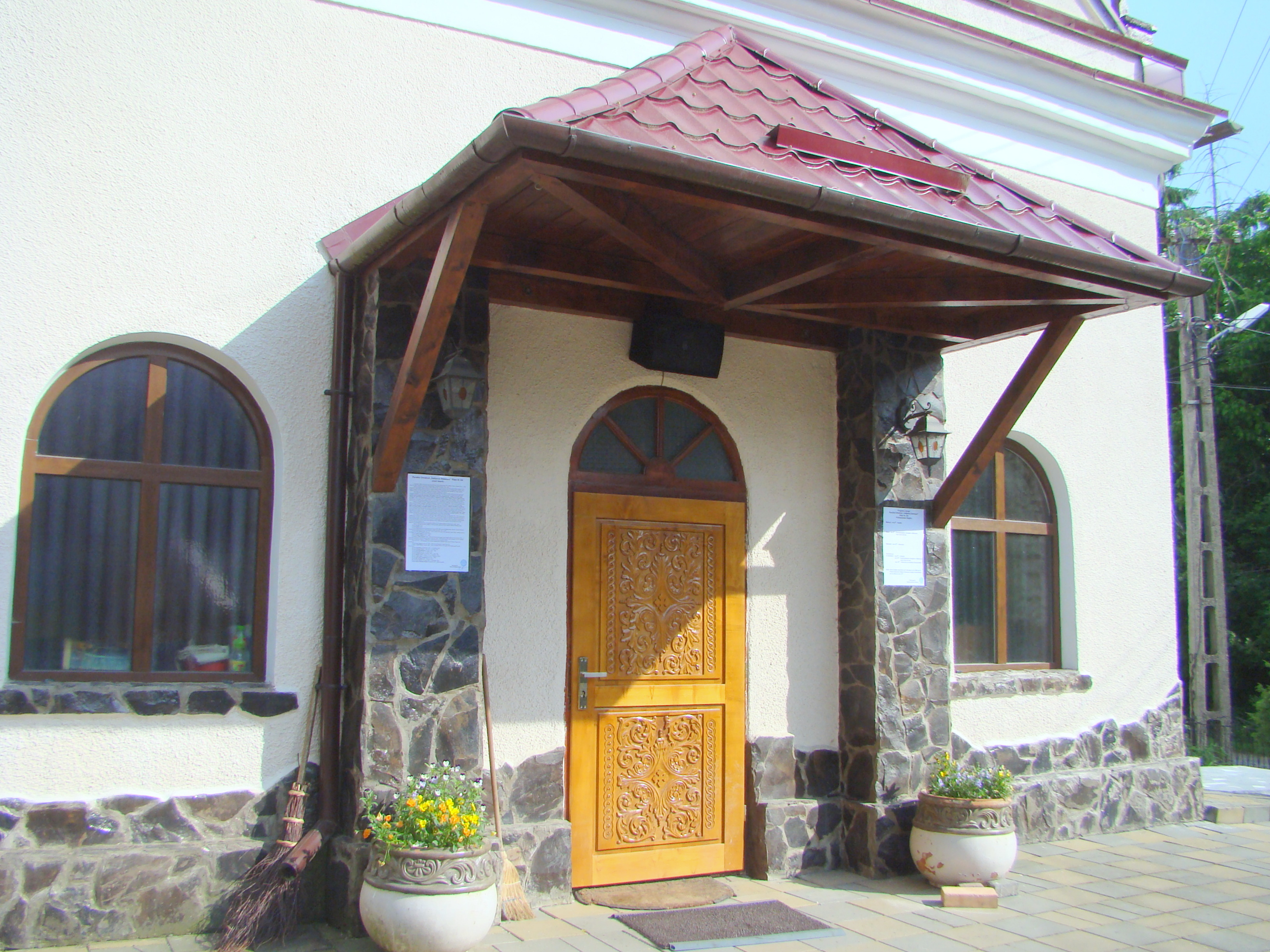
Entrén
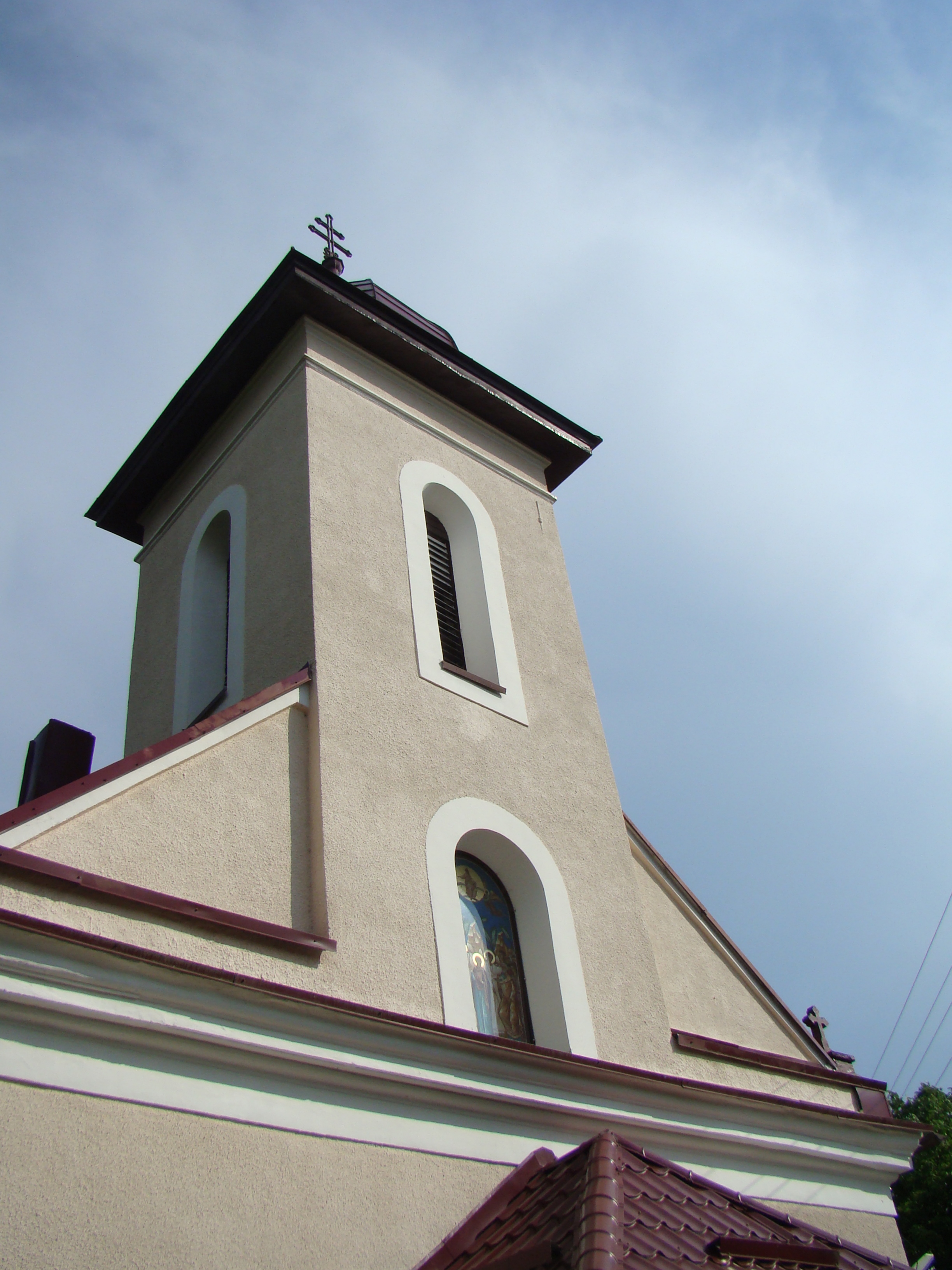
Närmare bild på klocktornet